# Чоперена, Родольфо
Родольфо Чоперена Иризарри (исп. Rodolfo Choperena Irizarri, 11 февраля 1905, Мехико, Мексика — 19 июля 1969, там же) — мексиканский баскетболист. Бронзовый призёр летних Олимпийских игр 1936 года, двукратный чемпион Игр Центральной Америки и Карибского бассейна 1926 и 1935 годов.

## Биография
Сильвио Эрнандес родился 31 декабря 1908 года в Мехико.
Дважды выигрывал золотые медали баскетбольных турниров на Играх Центральной Америки в 1926 году в Мехико и на Играх Центральной Америки и Карибского бассейна в 1935 году в Сан-Сальвадоре.
В 1936 году вошёл в состав сборной Мексики по баскетболу на летних Олимпийских играх в Берлине и завоевал бронзовую медаль. Провёл 2 матча, не набрал очков в матче со сборной США.
Умер 19 июля 1969 года в Мехико.